# Дисфункція
Дисфу́нкція (від лат. dys — поганий, утруднений + functio — дія, здійснення) — порушення діяльності.
Як соціологічне поняття означає некоректне виконання певної функції, виступає її протилежністю. Іншими словами,
«соціальна діяльність або інституція має дисфункції тоді, коли деякі з її наслідків перешкоджають іншій діяльності або іншій інституції».Оригінальний текст (рос.)
«социальная деятельность или институт имеет дисфункции тогда, когда некоторые из её или его последствий препятствуют другой деятельности или другому институту»
— Роберт Кінг Мертон